# Walter Rusk
Walter Frederick  Rusk (* 1910 in Belfast, Nordirland; † 8. Oktober 1940 in Tilton on the Hill, Harborough, Leicestershire) war ein britischer Motorradrennfahrer.
Während seiner aktiven Zeit war Rusk bei den Fans wegen seiner Haartracht auch als „The Blond Bombshell“ („Das Blonde Gift“) bekannt.

## Karriere
Der gebürtige Belfaster Walter Rusk begann als Teenager mit dem Motorradrennsport. 1929 startete er auf Sunbeam in seiner nordirischen Heimat bei der ersten Austragung der North West 200, einem Straßenrennen, das bis heute jährlich stattfindet. Im folgenden Jahr brach Rusk bei diesem Rennen, das zur damaligen Zeit als eines der schnellsten der Welt galt, auf Velocette den Rundenrekord, schied aber danach mit Motorschaden aus.
Bei der Motorrad-Europameisterschaft 1934, die im Rahmen der X. Dutch TT auf dem Circuit van Drenthe im niederländischen Assen ausgetragen wurde, belegte der Nordire im Rennen der 350-cm³-Klasse hinter dem Norton-Werksfahrer Jimmie Simpson den zweiten Platz. Bei der Tourist Trophy auf der Isle of Man konnte er in diesem Jahr im Lauf der 500-cm³-Klasse (Senior-TT) mit Rang drei hinter den Norton-Werkspiloten Jimmie Guthrie und Jimmie Simpson seine erste Podiumsplatzierung feiern. Beim Ulster Grand Prix gewann er auf Velocette das 500er-Rennen.
1935 belegte Walter Rusk auf Norton bei der Isle of Man TT hinter Guthrie Rang zwei im Junior-TT-Rennen (350-cm³-Klasse) und hinter Stanley Woods und Jimmie Guthrie Rang drei im Senior-TT-Rennen. Kurze Zeit später gewann er die 350er-Läufe um den Großen Preis der Schweiz in Bremgarten und den Großen Preis von Deutschland auf dem Badberg-Viereck in Hohenstein-Ernstthal.
Beim Ulster Grand Prix 1939 gelang Walter Rusk auf einer 500er-A.J.S., als erstem Fahrer in der Geschichte des Rennens, auf dem 20,5 Meilen langen Clady Circuit eine Runde mit einer Durchschnittsgeschwindigkeit von über 100 mph. Wenige Runden danach schied er wegen technischer Probleme aus und Dorino Serafini auf Gilera gewann das Rennen. Dennoch wurde Rusk für seine Leistung mit der Motor Cycle Union of Ireland Gold Medal ausgezeichnet.
Im Herbst 1939, nach Beginn des Zweiten Weltkrieges, kam Walter Rusk zur Royal Air Force, wo er Pilot einer Spitfire wurde. Am 8. Oktober 1940 kam der Nordire bei einem Absturz ums Leben. Er und sein Copilot Sgt. Johnson waren mit einer Hawker Hart auf einem routinemäßigen Trainingsflug, als ihre Maschine bei Tilton on the Hill in Leicestershire abstürzte.
Walter Rusk wurde auf dem Peterborough's Eastfield Cemetery in Peterborough beigesetzt.

## Statistik

### Erfolge
- 1934 – 350-cm³-Vize-Europameister auf Velocette

### North-West-200-Siege
| Jahr | Klasse  | Maschine  | Durchschnittsgeschwindigkeit |
| ---- | ------- | --------- | ---------------------------- |
| 1934 | 350 cm³ | Velocette | 73,66 mph (118,54 km/h)      |
| 1935 | 350 cm³ | Velocette | 76,22 mph (122,66 km/h)      |

### Rennsiege
| Jahr | Klasse  | Maschine  | Rennen                          | Strecke             |
| ---- | ------- | --------- | ------------------------------- | ------------------- |
| 1934 | 600 cm³ | Velocette | XIII. Ulster Grand Prix         | Clady Circuit       |
| 1935 | 350 cm³ | Norton    | XII. Großer Preis der Schweiz   | Bremgarten          |
| 1935 | 350 cm³ | Norton    | Dutch TT                        | Circuit von Drenthe |
| 1935 | 350 cm³ | Norton    | X. Großer Preis von Deutschland | Badberg-Viereck     |